# Copidosoma firli
Copidosoma firli är en stekelart som beskrevs av Emilio Guerrieri och John S. Noyes 2005. Copidosoma firli ingår i släktet Copidosoma och familjen sköldlussteklar.
Artens utbredningsområde är Tjeckien. Inga underarter finns listade i Catalogue of Life.